# Lagoa de Velhos
Lagoa de Velhos é um município brasileiro do estado do Rio Grande do Norte, localizado na microrregião da Borborema Potiguar. De acordo com o Esrimativa realizado pelo IBGE (Instituto Brasileiro de Geografia e Estatística) no ano 2024, sua população é de 2.633 habitantes. Área territorial de 111 km². É conhecida como a Princesinha do Potengi.